# 23-й Берлинский международный кинофестиваль
23-й Берлинский международный кинофестиваль прошёл с 22 июня по 3 июля 1973 года в Западном Берлине.

## Жюри
- Дэвид Робинсон (председатель жюри)
- Фредии Буаше
- Хирам Гарсиа Боржа
- Эберхард Гауф
- Хэриш Ханна
- Пол Моор
- Уолтер Мюллер-Брингманн
- Ренэ Тевент
- Паоло Вальмарана

## Конкурсная программа
- Отдалённый гром, режиссёр Сатьяджит Рей
- Между друзьями, режиссёр Дональд Шебиб
- Между друзьями, режиссёр Норберт Кюкельманн
- Нежность волков, режиссёр Улли Ломмель
- Джорджия, Джорджия, режиссёр Стиг Бьёркман
- Дон Рамиро, режиссёр Мануэль Гутьеррес Арагон
- Шантаж, режиссёр Андре Кайат
- Печальная Белладонна, режиссёр Эйити Ямамото
- Собственность больше не кража, режиссёр Элио Петри
- Высокий блондин в чёрном ботинке, режиссёр Ив Робер
- Кровавое распутство, режиссёр Клод Шаброль
- Семеро сумасшедших, режиссёр Леопольдо Торре Нильссон
- Любовь приходит незаметно, режиссёр Николай ван дер Гейде
- Коварство, режиссёр Сальваторе Сампери
- Подглядывающие, режиссёр Ури Зохар
- Да здравствуют островитяне, режиссёр Джин-ву Жинг
- Четырнадцать, режиссёр Дэвид Хеммингс
- Блокгауз, режиссёр Клив Риис
- Возмездие за наготу, режиссёр Арнальдо Жабор
- Девушка в синем, режиссёр Джордж Качендер

## Награды
- Золотой медведь:
  - Отдалённый гром, режиссёр Сатьяджит Рей
- Золотой медведь за лучший короткометражный фильм:
  - Ад Колтера
- Серебряный медведь:
  - Высокий блондин в чёрном ботинке
  - Семеро сумасшедших
  - Возмездие за наготу
  - Четырнадцать
  - Эксперты
- Серебряный медведь - специальный приз за лучший короткометражный фильм:
  - Биография Йозефа Сулка
  - Сова
- Серебряный медведь - специальный приз жюри:
  - Шантаж
- Приз международной ассоциации кинокритиков (ФИПРЕССИ):
- Приз ФИПРЕССИ (конкурсная программа):
  - Кровавое распутство
- Приз ФИПРЕССИ (программа «Форум»):
  - Дни 1936 года
  - Сезонный работник
- Приз международного евангелического жюри:
  - Биография Йозефа Сулка
- Приз международного евангелического жюри (программа «Форум»):
  - Возвращение из Африки
  - Выстрел на фабрике
- Приз имени Отто Дибелиуса международного евангелического жюри
  - Шантаж
- Приз международного евангелического жюри - рекомендация:
- Приз международного евангелического жюри - рекомендация (программа «Форум»):
  - Психбольница
  - Sambizanga
  - Всё в порядке
  - Мамочка и шлюха
  - Заготовщик древесного угля
  - Сезонный работник
- Приз Международной Католической организации в области кино (OCIC):
- Приз Международной Католической организации в области кино (конкурсная программа):
  - Шантаж
- Приз Международной Католической организации в области кино (программа «Форум»):
  - Возвращение из Африки
- Приз Международной Католической организации в области кино - рекомендация:
- Приз Международной Католической организации в области кино - рекомендация (конкурсная программа):
  - Четырнадцать
  - Эксперты
- Приз Международной Католической организации в области кино - рекомендация (программа «Форум»):
  - Психбольница
  - Sambizanga
- Заготовщик древесного угля:
  - Сезонный работник
- Награда C.I.D.A.L.C. имени Ганди:
  - Дон Рамиро
- Премия международного союза кинокритиков (UNICRIT):
  - Шантаж
- Золотой приз международной гильдии писателей (IWG):
  - Четырнадцать